# 30252 Тексторізова
30252 Тексторізова (30252 Textorisová) — астероїд головного поясу, відкритий 30 квітня 2000 року.
Тіссеранів параметр щодо Юпітера — 3,532.
Названо на честь першої словацької жінки-ботаніка Ізабели Тексторізової (1866-1949).